# Anacampseros
Anacampseros is een geslacht van succulente planten uit de familie Anacampserotaceae. Het geslacht kent een disjunct verspreidingsgebied en de soorten komen voor van in Ethiopië tot in Somalië, van Zimbabwe tot in Zuid-Afrika, in Zuidwest-Australië, Mexico en van Zuid-Bolivia tot in Noordwest-Argentinië.

## Soorten
- Anacampseros affinis H.Pearson & Stephens
- Anacampseros albidiflora Poelln.
- Anacampseros albissima Marloth
- Anacampseros alta Poelln.
- Anacampseros arachnoides (Haw.) Sims
- Anacampseros australiana J.M.Black
- Anacampseros bayeriana S.A.Hammer
- Anacampseros coahuilensis (S.Watson) Eggli & Nyffeler
- Anacampseros comptonii Pillans
- Anacampseros crinita Dinter
- Anacampseros decapitata Burgoyne & J.van Thiel
- Anacampseros densifolia Dinter ex Poelln.
- Anacampseros depauperata (A.Berger) Poelln.
- Anacampseros dielsiana Dinter
- Anacampseros dinteri Schinz
- Anacampseros filamentosa (Haw.) Sims
- Anacampseros fissa Poelln.
- Anacampseros gariepensis (G.Will.) Dreher
- Anacampseros gracilis Poelln.
- Anacampseros grisea (G.Will.) Dreher
- Anacampseros harveyi (J.van Thiel & Lavranos) Dreher
- Anacampseros herreana Poelln.
- Anacampseros hillii G.Will.
- Anacampseros karasmontana Dinter
- Anacampseros kurtzii Bacig.
- Anacampseros lanceolata (Haw.) Sweet
- Anacampseros lavbleckiana (G.Will.) Dreher
- Anacampseros mallei (G.Will.) G.Will.
- Anacampseros marlothii Poelln.
- Anacampseros meyeri Poelln.
- Anacampseros namaquensis H.Pearson & Stephens
- Anacampseros nebrownii Poelln.
- Anacampseros nitida Poelln.
- Anacampseros papyracea E.Mey. ex Fenzl
- Anacampseros paradoxa Poelln.
- Anacampseros parviflora Poelln.
- Anacampseros pisina G.Will.
- Anacampseros prominens G.Will.
- Anacampseros quinaria E.Mey. ex Fenzl
- Anacampseros quinarioides Dreher, Rodgerson & A.J.Young
- Anacampseros recurvata Schönland
- Anacampseros retusa Poelln.
- Anacampseros rhodesica N.E.Br.
- Anacampseros rubroviridis Poelln.
- Anacampseros rufescens (Haw.) Sweet
- Anacampseros ruschii Dinter & Poelln.
- Anacampseros schoenlandii Poelln.
- Anacampseros scopata G.Will.
- Anacampseros specksii Dreher
- Anacampseros starkiana Poelln.
- Anacampseros subnuda Poelln.
- Anacampseros telephiastrum DC.
- Anacampseros tomentosa A.Berger
- Anacampseros truncata Poelln.
- Anacampseros ustulata E.Mey. ex Fenzl
- Anacampseros vanthielii G.Will.
- Anacampseros variabilis Poelln.
- Anacampseros vespertina Thulin
- Anacampseros vulcanensis Añon